# Electra pontica
Electra pontica är en mossdjursart som beskrevs av Gryncharova 1980. Electra pontica ingår i släktet Electra och familjen Electridae. Inga underarter finns listade i Catalogue of Life.